# Київ-11
Київ-11 — серія 18-метрових тролейбусів, що випускалася з 1991 по 1993 роки Київським заводом електротранспорту у кількості 10 екземплярів, і у 5 екземплярах мінським заводом Белкоммунмаш.
Окрім цього, випускалася і коротка модель Київ 11У, тридверний (або дводверний залежно від випуску) 11.6-метровий тролейбус. Їх випускав лише КЗЕТ у 1992—1996 роках, випущено 55 екземплярів. Київ-11 і Київ-11У відзначилися надзвичайно низькою якістю, і дуже низькою надійністю, через що не працювали довго. Станом на 2014 рік в роботі залишалося лише по одній машині Київ-11 і Київ-11У,  які, до того ж, вже не працювали з пасажирами.

## Історія
У 1991 році КЗЕТ зробив перший троллейбус моделі Київ-11. Це двосекційний спарений троллейбус. Невдовзі зробили і одиночну версію - Київ-11У. Ці машини швидко зникли з столиці - їх передали до інших міст. Їх закупили Київ, Кременчук, Біла Церква та ще деякі міста України. В Білорусі теж зацікавилися цією моделлю, на БКМ виробили декілька таких машин, три з яких (1001, 5194, 5195) потрапили до Мінська, інші до Могильова. 1001 допрацював до 2003р., а 5194 - до кінця 2005 року, 5195 залишили для музею, на жаль, він витрачав кошти на підтримку у хорошому стані, але все одно він розсипався на очах. Списали його у 2012 році. Останні тролейбуси-гармошки Київ-11 їздили містом Біла Церква до 2008 року. Останнім працюючим в світі К11 без літери «У» працював технічною допомогою в м. Могильов. Хоча це і не Київ-11У, він не мав «гармошки». Ця «технічка» була модернізована й двигуном, мала можливість тягнути 2 троллейбуси. Погана якість збірки, встановлення старої, не економічної системи управління та ще ряд недоліків вплинули на долю Київ-11 та Київ-11У. На сьогоднішній час не збереглося жодного тролейбуса Київ-11. З Київ-11У доля була не настільки погана, допрацювали вони довше, навіть донедавна один екземпляр у Чернігові (№448) був діючим. Він працював їдальнею на кінцевїй зупинці «Сіверянка». Його планували відремонтувати, але у липні 2020 року його списали, а у січні 2021 року - порізали. Не звертаючи уваги на невдалість моделі, він став прототипом для Київ-12 і ЮМЗ Т1.

### Доля Київ-11
Тролейбуси Київ-11 випускалися до 1993 року; один був виготовлений у 1996 році. 5 машин виготовлено на заводі Белкомунмаш. Було випущено 15 екземплярів Київ-11. У наш час не працює жоден з цих тролейбусів. Тролейбуси Київ-11 поставлялися у Київ (5 машин), Білу Церкву (3 машини), і Кропивницький (2 машини, передані з Києва). У Білорусі, тролейбуси надійшли до Мінська (3 штуки) і Могильова (2 штуки). Машини себе показали не з найкращої сторони, мали низьку якість і часто ламалися, через низьку якість машин тролейбуси у Києві були списані у дворічному віці, а у Кіровограді їх списано у 2000-му.
У Білій Церкві тролейбуси працювали ще до 2007—2008 року, і вони зараз розташовані на території тролейбусного депо у напіврозібраному стані (станом на 2014 рік вони вже списані з балансу підприємства). У Могильові єдиному наявному тролейбусу Київ-11 (№270) було видалено причіп і перероблено на тролейбус техдопомоги, його раму — укріплено, але він був списаний у червні 2014 року. В Україні жодного працюючого тролейбуса цієї моделі немає. Один тролейбус у Білій Церкві тримали для відправлення у Київський музей електротранспорту, однак ймовірність такої події практично зійшла нанівець.
У Мінську працювало 3 тролейбуси К-11. Усі вони були виготовлені на заводі Белкоммунмаш. Вони були зібрані не набагато краще за київські аналоги і були списані у середині 2000-х років. Один тролейбус у Мінську законсервовано для відправки у музей.

### Київ-11У
Київ-11У є короткою версією Київ-11. Даний тролейбус випускався з 1992 до 1996 року. Було випущено 55 екземплярів. Київ-11У мав один тяговий двигун ДК-213, був тридверним (у деяких випусках дводверним), мав рамну конструкцію та перейняв усі вади від свого «довгого родича» Київ-11. Усі 55 тролейбусів працювали в Україні. Через недосконалість конструкції і низьку якість їх почали виводити з експлуатації та списувати ще з середини 90-х. Станом на 2017 рік працюючим є лише 1 екземпляр у Чернігові випуску 1994 року, що перероблений на самохідний буфет для водіїв. Інший тролейбус-буфет (також 1994 р.в.) зараз не працює, і імовірно скоро буде списаний. Ці дві машини працювали з пасажирами менше року, і через постійні проблеми з експлуатацією їх усунули від роботи з пасажирами і переробили на службові машини. Також один тролейбус К-11У у Кременчуці, після списання в 2009 році, певний час був встановлений на дитячому майданчику в міському парку. Зараз тролейбус перебуває в депо міста Кременчука, однак він непрацездатний, адже «начинки» у нього немає.
У Чернігові останній Київ-11У списали у липні 2020 року.

### Майбутні проекти і доля ЮМЗ-Т1

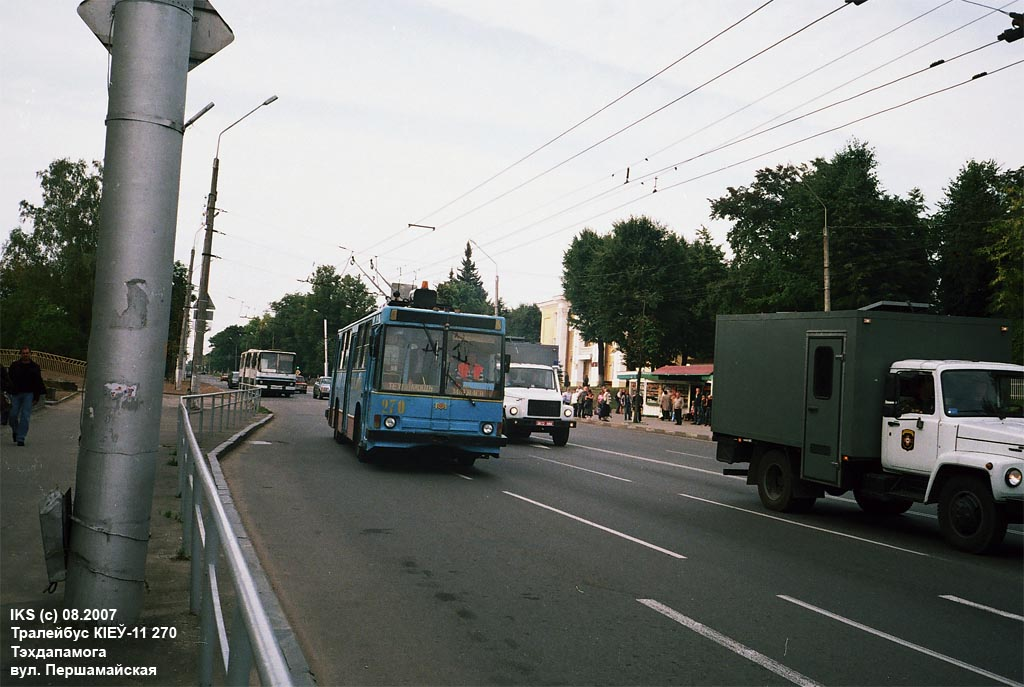
Київ-11У в Могильові, 2007 р.

Подальшим розвитком моделі Київ-11/Київ-11У стало сімейство тролейбусів моделі Київ-12. Даний тролейбус вже не випускався на Київському заводі електротранспорту, а був розроблений та освоєний на Київському авіаційному заводі «Авіант». Зазначений тролейбус випускався з 1994 по 2007 роки. У його конструкцію було внесено багато оригінальних рішень та осучаснень, що зробило Київ-12 набагато вдалішим за Київ-11. Київ-12 являє собою 18.3-метровий тролейбус, і він оснащений деякими чеськими комплектуючими: двигун та система управління (ТІСУ, Skoda KTD3) виготовлений фірмою Skoda Electric a.s. (аналогічні до тих, що стоять на чеських Skoda). Найбільша перевага Київ-12 — це кузов, в основному виготовлений з авіаційного дюралюмінію, з гарантією на 18 років, з повною антикорозійною обробкою елементів, що виготовлені з заліза, а дюралюміній, як і інші алюмінієві сплави, не кородує. Збірка авіазаводу має досить високу якість. Було випущено близько 100 Київ-12, близько 90 з яких працюють у Києві. Ці тролейбуси показали себе дуже надійними машинами.
Доля іншого нащадка моделі Київ-11 - ЮМЗ-Т1 - була набагато кращою, аніж Київ-11, однак теж далеко не чудовою. ЮМЗ-Т1 мав також недоліки у конструкції та не був добре пристосований до українських доріг та погодних умов. Одною з найголовніших вад ЮМЗ Т1 було те, що два двигуни часто працювали не синхронно і через це вузол зчленування швидко виходив з ладу (причіп стартував першим, що призводило до значних навантажень на вузол зчленування). Виробництво ЮМЗ-Т1 було припинене у 1996 році в першу чергу через велике споживання електроенергії, їх випускали у Павлограді до 1998 року на одному з дочірніх підприємств Південмашу, було випущено загалом 479 екземплярів. Багато з них були пізніше перероблені у короткі шляхом видалення причепу: тролейбуси, яким було обрізано «хвоста» отримали назву ЮМЗ-Т1Р (Т2П). Точно довжина ЮМЗ-Т1Р є невідомою, однак вона є трохи більшою за довжину ЮМЗ-Т2, короткої версії ЮМЗ-Т1, непрямого родича К-11У (Т2 «писався» з Т1, а не з К-11У). Нині списано понад 300 тролейбусів ЮМЗ Т1.

## Загальний опис
Тролейбус Київ-11 являє собою рамну конструкцію, основою конструкції є лонжеронна рама; рама тролейбуса складається з лонжеронів, кількох поперечин та ряду інших агрегатів, на раму тролейбуса кріпиться кузов, і усі інші вузли та агрегати. Якість рами та кузова тролейбуса, щоправда, досить низька, однак, деякі тролейбуси Київ-11 змогли пропрацювати більше ніж 10 років (наприклад, у Білій Церкві); труби каркаса та обшивка кузова є виготовленими зі сталі.
Довжина тролейбуса становить 18 метрів (по габаритах вони з ЮМЗ однакові, адже Південмаш взявся за доробку вже існуючої моделі). Комплектуючі тролейбуса були використані переважно вітчизняні, до того ж, невисокої якості.
- довжина тролейбуса Київ-11, мм : 18000
- ширина, мм : 2500
- висота, мм : 3355
- база, мм : 5400 (тягач), 6520 (причеп)
- колія передніх коліс, мм 1950
- колія середніх/задніх коліс, мм 1710
- мінімальний радіус розвороту, мм 12100
- кут переднього звісу (при повному навантаженні), ° 12
- кут заднього звісу (при повному навантаженні), ° 6
- мінімальний кліренс, мм 180
- максимальний кліренс, мм 820

- довжина тролейбуса Київ-11У, мм : 11630
- ширина, мм : 2500
- висота, мм : 3355
- база, мм : 5400

Електроустаткування тролейбуса Київ-11 / Київ-11У:
- Тяговий двигун: електродвигун ДК-213Б / ДК-213 Б
- Потужність, кіловат : 115 / 115
- Кількість ТЕД : 2 / 1
- Частота обертання ротора, об/хв : 1650
- Система керування: реостатно-контакторна (КЗЕТ).

Електрообладнання тролейбуса було винесено на дах для природного охолодження, на дах винесено контейнер з пуско-гальмівними реостатами, струмоприймачі (це логічно), спеціальний електродвигун, що керує комутацією груп реостатів (серводвигун), радіореактори, що використовуються з метою подавлення поміх радіозв'язку.
Компресорний агрегат слугував для нагнітання стиснутого повітря у пневмосистему тролейбуса: до системи відкриття дверей, пневмогальм, пневмопідвіски. Приводився в дію від електродвигуна.
- Компресорний агрегат : ЕК-4В
- Привідний електродвигун компресора : ДК-410.

Ходова частина тролейбуса К-11 та К-11У аналогічна ЮМЗ. Тролейбус К-11 має два ведучі мости (середній і задній), відповідно К-11У, а тягові електродвигуни ДК-213Б, що знаходяться під підлогою салону, передають крутний момент на середній та задній ведучі мости. Передня керована вісь у тролейбуса — МАЗ-500А-3000011, це не мінський міст, а виробництва Миронівського автоагрегатного заводу, ведучі мости у тролейбуса угорські від Raba.
- Передній міст:
- Задній міст: RABA 318.78 або МВ 92.00.000

Головна передача (зубчатий механізм), що виконує функцію передачі та підвищення крутного моменту (до ведучих коліс) у К-11 є конічною (форма механізму нагадує конус). Бортові передачі, що слугують для передачі крутного моменту до ведучих коліс: циліндричні прямозубі.
Салон К-11 і К-11У не вражав. У Київ-11 і К-11У була дуже низька якість збірки салону. Сидіння були подвійними з дермантиновою обшивкою, встановлені попарно або по одному, якість сидінь та поручнів була низькою, як на Київ-11, так і на його меншій версії. Якщо з вентиляцією було усе гаразд (кватирки у майже кожному вікні), то от з опаленням проблеми були, і через недостатню потужність обігрівачів, у салоні було холодно. Ця вада є і у ЮМЗ-Т1. Місце водія не було кращим за тогочасні аналоги, а то й гіршим. воно було закріпленим на одній позиції та могло регулюватися лише у висоту. Приладова панель була прямою і невеликою, і переважна більшість перемикачів були винесені на додаткову панель з лівого боку від водія. Панель мала чимало схожостей з ЗіУ-682Г, були застосовані аналогічні тумблери та показникові прилади.
Зовні тролейбус дуже нагадує ЮМЗ, однак у них є ряд відмінностей:
- У Київ-11 на передку над лобовим склом немає рейсовказівника.
- У Київ-11 менша площа оскління та інше водійське скло (у ЮМЗ була аналогічна площа оскління у «першій серії»).
- У Київ-11 інше планування салону та приладова панель.
- У Київ-11 двигун ДК-213Б, у ЮМЗ Т1 — ЕД-138.
- У Київ-11 компресор ЕК-4В, у ЮМЗ він інший.

Детальніше про відмінності див. статтю про ЮМЗ Т1.

## Технічні характеристики
| Параметр                            | Значення для Київ-11                               | Значення для Київ-11У                       |
| ----------------------------------- | -------------------------------------------------- | ------------------------------------------- |
| Виробник                            | КЗЕТ, Белкомунмаш                                  | КЗЕТ                                        |
| Роки випуску                        | 1991—1993, 1996 (1 модель)                         | 1992—1996                                   |
| Кількість випущених екземплярів, шт | 15                                                 | 55                                          |
| Кузов                               | рамний, вагонного компонування, двозвенний         | рамний, вагонного компонування, однозвенний |
| Довжина, мм                         | 18000                                              | 11630                                       |
| Ширина, мм                          | 2500                                               | 2500                                        |
| Висота, мм                          | 3355                                               | 3355                                        |
| База, мм                            | 5400 (тягач, 1→2 вісь) 6520 (причеп, 2→3 вісь)     | 5400                                        |
| Висота підлоги над землею, см       | 82                                                 | 82                                          |
| Споряджена маса, кг                 | 18100                                              | ?                                           |
| Максимальна технічна маса, кг       | 30143                                              | ?                                           |
| Склоочисники                        | горизонтальні/паралелограмного типу, одношвидкісні | паралелограмного типу, одношвидкісні        |
| Осі, шт                             | 3                                                  | 2                                           |
| Кількість дверей                    | 4                                                  | 2,3                                         |
| Повна місткість, чол                | до 180                                             | ?, близько 100                              |
| Ведучий міст                        | середній і задній                                  | задній                                      |
| Система управління                  | реостатно-контакторна                              | реостатно-контакторна                       |
| Двигун                              | Динамо ДК-213Б (2 шт)                              | Динамо ДК-213Б (1 шт)                       |
| Потужність, кіловат                 | 230 (2×115)                                        | 115                                         |
| Робоча напруга, Вольт               | 550                                                | 550                                         |
| Максимальна швидкість, км/год       | 70                                                 | 70                                          |